# 劉跂
劉跂（?—?），字斯立，東光（今河北）人，劉摯之子。
元豐二年（1079年）進士，釋褐亳州教授。元祐初年，移曹州教授。晚年隱居東平，不與人來往，人罕识其面。苏轼与刘斯立曾于管城人家叶子册中，得到古抄《杜员外诗集》。有《学易集》八卷。